# Famille van Tuyll van Serooskerken
Cette page explique l’histoire ou répertorie les différents membres de la famille van Tuyll van Serooskerken.
Van Tuyll van Serooskerken est le nom d'une vieille famille de noblesse néerlandaise, originaire du duché de Gueldre. Son nom est lié au village de Tuil, situé sur le Waal.

## Histoire
La mention la plus ancienne date de 1125, concernant un certain chevalier Hugo, seigneur de Tuil. Aux siècles suivantes, l'arbre généalogique de la famille n'est pas complètement reconstitué, mais la famille est mentionnée à plusieurs reprises. Un certain Pieter, chevalier et seigneur de Welland, diplomate envoyé par le duc Charles de Bourgogne auprès du roi Édouard IV d'Angleterre, achète en 1483 la châtellenie de Serooskerke (Zélande).
De 1483 à 1600, la famille se nomme Van Serooskerke, le double nom Van Tuyll van Serooskerke n'entre en vigueur qu'à partir de 1600. Plus tard, on y a ajouté un « n » final.
Depuis 1760, la famille habite au château de Heeze. Elle a également habité le château de Zuylen à Oud-Zuilen pendant longtemps. Ce dernier abrite un musée depuis les années 1950.

## Membres célèbres de la famille
- Isabelle de Charrière, surnommé Belle van Zuylen, de son nom complet Isabella Agneta Elisabeth van Tuyll van Serooskerken (1740-1805), écrivaine d'expression française.
- Willem René van Tuyll van Serooskerken van Zuylen, (1743-1839), baron, membre de la première Chambre des États généraux et frère de Belle van Zuylen.
- Jan Maximiliaan van Tuyll van Serooskerken van Vleuten (1771-1843), baron, homme politique néerlandais, petit-cousin de Belle van Zuylen.
- Frederik Leopold Frans van Tuyll van Serooskerken.
- Diederik Jacob van Tuyll van Serooskerke (1771–1826), baron.
- Jan Diederik van Tuyll van Serooskerken (1773–1834), baron, seigneur de Heeze, Leende en Zesgehuchten.
- Willem René van Tuyll van Serooskerken van Coelhorst (1781–1852), baron, membre de la seconde Chambre des États généraux.
- Vincent Gildemeester van Tuyll van Serooskerken (1812-1860), baron, cofondateur de Billiton.
- Jeanne Cornélie van Tuyll van Serooskerken (1822-1890), baronne, de par son mariage dame du château de Schaffelaar à Barneveld. En 1852, elle épousa Jasper Hendrik van Zuylen van Nievelt.
- Frederik Willem Christiaan Hendrik van Tuyll van Serooskerken (1851–1924), baron, premier membre néerlandais du Comité international olympique (1899) en fondateur du Comité national olympique néerlandais en 1912.
- Hendrik Nicolaas van Tuyll van Serooskerken (1916), baron, maire de Doesburg et de Lochem.
- Cornelis Jan van Tuyll van Serooskerken, baron, maire de Zeist de 1919 à 1934.
- Hans Georg Inundat Van Tuyll van Serooskerken, baron, maire d'Utrecht de 1970 à 1974.
- Pauline van Tuyll van Serooskerken (1974), baronne, activiste politique.
- Sammy van Tuyll van Serooskerken (1951), homme politique.
- Frederik Willem Walter van Tuyll van Serooskerken (1911-1985), baron, entrepreneur Landry & van Till en Kol & Co.
- Carel Van Tuyll Van Serooskerken, historien de l'art, ancien directeur du département des arts graphiques du musée du Louvre.

## Source
- (nl) Cet article est partiellement ou en totalité issu de l’article de Wikipédia en néerlandais intitulé « Van Tuyll van Serooskerken (familie) » (voir la liste des auteurs).